# Puig Roig (Castellar de n'Hug)
El Puig Roig és una muntanya de 1.501 metres que es troba entre els municipis de Castellar de n'Hug i de Guardiola de Berguedà, a la comarca catalana del Berguedà.